# Lỗ Ai công
Lỗ Ai công (chữ Hán: 魯哀公, trị vì 494 TCN-468 TCN), tên thật là Cơ Tương (姬將), là vị vua thứ 27 của nước Lỗ - chư hầu nhà Chu trong lịch sử Trung Quốc.
Cơ Tương là con trai của Lỗ Định công, vị quân chủ thứ 26 của nước Lỗ, mẹ là Định Tự, thiếp của Định công. Năm 495 TCN, Lỗ Định công qua đời, Cơ Tương lên nối, tức là Lỗ Ai công.

## Quan hệ với chư hầu
Tề Cảnh công mới mất (490 TCN), người con nhỏ được yêu là An được lập làm vua. Người con lớn là Khương Dương Sinh cùng Khương Sừ chạy sang nước Lỗ. Dương Sinh được đại phu Quý Khang Tử gả em gái là Quý cơ cho.
Đại phu Điền Khất nước Tề ủng hộ Dương Sinh, bèn liên kết với họ Bão đánh đuổi họ Cao và họ Quốc. Họ Cao và họ Quốc phải chạy sang nước Lỗ. Điền Khất sai người sang nước Lỗ đón Dương Sinh về, phế truất An Nhũ Tử và lập Dương Sinh lên nối ngôi, tức là Tề Điệu công.
Năm 488 TCN, Ngô Phù Sai mang quân đi đánh Tề, đánh bại quân Tề. Quân Ngô tiến đến đất Tăng, đòi Lỗ Ai công nộp 100 con bò. Lỗ Ai công phải đến hội với Phù Sai ở đất Tắng, nộp đủ lễ. Sau đó Phù Sai còn chiếm lấy đất đai phía nam nước Lỗ và nước Tề.
Tạm yên với Ngô, Lỗ Ai công theo đề nghị của Quý Khang Tử, quay sang đánh nước Châu nhược tiểu. Quân Lỗ tiến đến kinh thành nước Châu, vua Châu là Ích còn mải nghe nhã nhạc không phòng bị. Quân Lỗ bắt Châu Ích mang về.
Tề Điệu công sai sứ sang đón vợ ở nước Lỗ là Quý cơ. Nhưng vì Quý cơ đã tư thông với Quý Phương Hầu nên anh là Quý Khang Tử không dám giao về cho vua Tề. Tề Điệu công nổi giận, bèn sai sứ sang nước Ngô, mượn quân Ngô đánh Lỗ. Mặt khác, Tề Điệu công tự mang quân đánh nước Lỗ, chiếm đất Hoan và đất Xiển.
Lỗ Ai công giao Quý cơ cho nước Tề. Tề Điệu công yêu Quý cơ nên trả lại đất đã chiếm cho nước Lỗ. Nước Lỗ cùng nước Tề giảng hòa.
Năm 487 TCN, Ngô Phù Sai lại đánh nước Lỗ. Lỗ Ai công phải thần phục, ăn thề xin giảng hòa, đồng thời thả vua Châu là Ích về nước.
Năm 486 TCN, Phù Sai bất bình với Tề Điệu công bèn sai sứ liên minh với Lỗ, nước Châu và nước Đàm để cùng tấn công Tề, liên tiếp đánh bại quân Tề. Đại phu họ Bão có thù với Tề Điệu công, bèn giết chết vua Tề để đề nghị Phù Sai lui quân.
Năm 484 TCN, vua mới nước Tề là Giản công đánh Lỗ để báo thù việc theo Ngô đánh Tề. Tướng Tề là Quốc Thư và Cao Vô Phi, tướng Lỗ nòng cốt là quân Tam Hoàn, có 7000 giáp binh. Quân hai bên giao tranh, quân Lỗ đánh lui quân Tề, bắt được 80 giáp binh.
Sau đó Ngô Phù Sai mang quân đến, Lỗ Ai công hợp binh với Ngô đánh Tề. Liên quân Ngô-Lỗ đánh bại quân Tề một trận lớn ở Ngải Lăng, bắt tướng Tề là Quốc Thư.
Năm 482 TCN, Lỗ Ai công dự hội chư hầu cùng Ngô Phù Sai, Tấn Định công ở Hoàng Trì. Ngô Phù Sai được tôn lên ngôi đầu.
Năm 481 TCN, dại phu nước Tiểu Châu là Xạ mang ấp Câu Dịch đến hàng nước Lỗ, được Lỗ Ai công thu nhận. Đại phu nước Tề là Điền Hằng giết Tề Giản công. Khổng Tử đề nghị Lỗ Ai công đánh Điền Hằng, nhưng ông không nghe theo.

## Đi lưu vong
Năm 473 TCN, Việt vương Câu Tiễn tiêu diệt nước Ngô, làm bá chủ chư hầu.
Năm 471 TCN, Lỗ Ai công sang triều kiến Câu Tiễn, rất được lòng thái tử Thích Dĩnh. Thích Dĩnh định gả con gái cho Lỗ Ai công và biếu ông nhiều đất. Họ Quý sợ vây cánh Lỗ Ai công tăng lên, bèn sai người sang đút lót cho thái tể Phỉ nước Việt. Vì sự can thiệp của thái tể Phỉ, việc kết hôn với cháu gái Câu Tiễn không được thực hiện.
Theo Tả truyện, năm 470 TCN, Vệ Xuất công bị các đại phu đánh đuổi ra nước ngoài, cầu cứu nước Việt. Năm 469 TCN, Câu Tiễn huy động quân nước Lỗ và nước Tống cùng đi cứu Vệ Xuất công. Câu Tiễn cử Cao Như và Hậu Dung, tướng Lỗ là Thúc Tôn Thư, tướng Tống là Lạc Phạt cùng hợp lại đưa Vệ Xuất công về nước. Liên quân tràn vào Ngoại châu, đánh tan lực lượng chống Xuất công. Nhưng người nước Vệ không muốn lập lại Vệ Xuất công, bèn sai sứ ra thương lượng với quân Việt, mang nhiều của quý trong nước ra biếu để đề nghị rút quân. Kết quả quân Việt, Lỗ và Tống đều quay về, không giúp Vệ Xuất công nữa. Người nước Vệ lập em Vệ Trang công là công tử Kiềm lên ngôi, tức là Vệ Điệu công.
Năm 468 TCN, Lỗ Ai công lo 3 nhà (Tam Hoàn) lộng quyền, muốn đánh đổ Tam Hoàn để khôi phục lại quyền hành. Ông mang quân tấn công ba họ. Ba nhà liên minh với nhau cùng đánh lại Ai công.
Ai công bại trận, phải bỏ chạy sang nước Vệ. Sau đó ông chạy sang nước Trâu, rồi chạy đến nước Việt đang làm bá chủ chư hầu. Câu Tiễn cho ông ở nhờ.
Cùng năm 468 TCN, Lỗ Ai công mất tại Hữu Sơn. Ông làm vua được 27 năm thì phải lưu vong và chết ở nước ngoài. Tam Hoàn lập con ông là Cơ Ninh lên nối ngôi, tức là Lỗ Điệu công.